# 豊中市立第十中学校
豊中市立第十中学校（とよなかしりつ だいじゅうちゅうがっこう）は、大阪府豊中市野田町にあった公立中学校。略称は「十中」。2020年(令和2年)、豊中市立第六中学校と統合して豊中市立庄内さくら学園中学校へと改編された。

## 概要
従来の豊中市立第一中学校と豊中市立第六中学校の校区の一部を分離再編して、1972年に開校した。十中は大阪国際空港の着陸航路下に位置し、名神高速道路と阪急宝塚線が近接して「良好な教育環境とは言えない」 ため、早くからエアコンが設置されるなど防音対策が施されていた。2020年に豊中市立第十中学校と統合して豊中市立庄内さくら学園中学校へと改編されることに伴い、閉校。第六中跡地に建てられる新校舎の完工まで、第十中の校舎が使用される。

## 沿革
- 1972年
  - 4月1日 - 開校。当初は豊中市立野田小学校内に仮校舎を設置。
  - 8月28日 - 現在地に校舎完成、移転。
- 1973年4月1日 - 大阪府教育委員会より、生徒指導の研究校に指定される。
- 1974年4月1日 - 養護学級設置。
- 1988年6月30日 - 「学童・生徒のボランティア活動普及事業協力校」に指定される。
- 1996年4月1日 - 大阪府教育委員会より、いじめ防止すこやか教育研究推進モデル校に指定される。
- 1999年4月1日 - 大阪府教育委員会より、「エイズ教育（性教育）推進地域事業」の推進校に指定される。
- 2001年4月1日 - 大阪府教育委員会より、「明日を拓く学校づくり」の推進校に指定される。
- 2005年4月1日 - 従来の校区の一部（豊中市穂積）を、豊中市立第四中学校校区へ分離編入。
- 2020年4月1日 - 豊中市立第六中学校と統合して、豊中市立庄内さくら学園中学校へと改編されることに伴い、閉校。

## 通学区域
- 豊中市立野田小学校の通学区域全域。
- 豊中市立豊島小学校と豊中市立島田小学校の通学区域のそれぞれ一部。
  - 豊中市立中学校通学区域一覧表 を参照。

## 周辺
- 豊中市立野田小学校
- 大阪音楽大学
- 豊中庄内北郵便局
- ローズ文化ホール

## 交通
- 阪急宝塚線 庄内駅 北へ約700m（徒歩約10分）。